# Phyllis Wakiaga
Phyllis Wakiaga (sinh 1982) là một luật sư và giám đốc điều hành người Kenya. Cô đã từng là Giám đốc điều hành của Hiệp hội các nhà sản xuất Kenya, kể từ năm 2015.

## Bối cảnh và giáo dục
Cô sinh ra ở Kenya, vào khoảng năm 1982. Cô học luật tại Đại học Nairobi, nơi cô tốt nghiệp Cử nhân Luật năm 2005. Sau đó, cùng một trường đại học trao cho cô một Thạc sĩ Luật, chuyên ngành Luật Thương mại và Đầu tư Quốc tế. Cô có hai văn bằng; đầu tiên là bằng Diploma về Luật của Trường Luật Kenya, và bằng còn lại là Văn bằng Quản lý Nguồn Nhân lực, từ Viện Quản lý Nguồn Nhân lực Kenya. Thạc sĩ Quản trị Kinh doanh của cô, được lấy từ Đại học Nông nghiệp và Công nghệ Jomo Kenyatta. Cô cũng học tại Viện Quản lý Thụy Điển, và là cựu sinh viên của chương trình của họ về lĩnh vực "Trách nhiệm lãnh đạo doanh nghiệp bền vững và trách nhiệm xã hội của doanh nghiệp".

## Nghề nghiệp
Năm 2007, cô bắt đầu sự nghiệp của mình tại Kenya Airways (KQ), với tư cách là "giám đốc quan hệ khách hàng", phục vụ trong khả năng đó trong ba năm. Sau đó, cô được bổ nhiệm làm điều phối viên của chính phủ và các vấn đề công nghiệp tại KQ. Sau đó, cô trở thành người quản lý của Bộ phận Chính phủ và Công nghiệp tại hãng hàng không.
Năm 2013, cô rời KQ và gia nhập Hiệp hội các nhà sản xuất Kenya (KAM), là người đứng đầu chính sách phụ trách nghiên cứu và vận động. Năm 2015, cô được bổ nhiệm làm Giám đốc điều hành tại KAM.